# Claude-Marie Dubuis
Claude-Marie Dubuis (Coutouvre, 10 marzo 1817 – Vernaison, 22 maggio 1895) è stato un vescovo cattolico francese.
Missionario in Texas, è stato vescovo di Galveston.

## Biografia
Ordinato prete a Lione nel 1844, fu missionario nel Texas e nel 1861 fu chiamato a succedere al vescovo di Galveston, Jean-Marie Odin, nominato arcivescovo di New Orleans.
Tornò in Francia per cercare suore disposte a lavorare nella sua diocesi: reclutò alcune giovani a Lione e affidò la loro formazione alle monache del Verbo Incarnato.
Lasciò la guida della diocesi nel 1892 e fu nominato vescovo di Arca in partibus; si ritirò in patria, dove si spense nel 1895.

## Genealogia episcopale
La genealogia episcopale è:
- Cardinale Scipione Rebiba
- Cardinale Giulio Antonio Santori
- Cardinale Girolamo Bernerio, O.P.
- Arcivescovo Galeazzo Sanvitale
- Cardinale Ludovico Ludovisi
- Cardinale Luigi Caetani
- Cardinale Ulderico Carpegna
- Cardinale Paluzzo Paluzzi Altieri degli Albertoni
- Papa Benedetto XIII
- Papa Benedetto XIV
- Cardinale Enrico Enriquez
- Arcivescovo Manuel Quintano Bonifaz
- Cardinale Buenaventura Córdoba Espinosa de la Cerda
- Cardinale Giuseppe Maria Doria Pamphilj
- Arcivescovo Louis-Guillaume-Valentin Dubourg, P.S.S.
- Vescovo Giuseppe Rosati, C.M.
- Vescovo Anthony Blanc
- Arcivescovo Jean-Marie Odin, C.M.
- Vescovo Claude Marie Dubuis